# École secondaire (Suisse)
Pour les articles homonymes, voir Secondaire.
En Suisse, dans les cantons de Vaud, Neuchâtel, Jura et Berne, l'école secondaire correspond au degré secondaire I.
Dans les cantons de Fribourg, Genève et du Valais c'est le Cycle d'orientation qui correspond au degré secondaire I, tandis qu'au Tessin il s'agit de la Scuola media.